# Млава
 Тази статия е за реката в Сърбия.  За града в Полша вижте Млава (град).  
Млава е река в областта на Подунавието в Източна Сърбия. Дължина – 158 km, ляв приток на Дунав.
Басейнът на Млава обхваща площ от 1830 km2 и спада към Черноморския отточна област. Средногодишният дебит на устието на реката възлиза на 14 m³/s. Млава притежава съществен потенциал за производство на електроенергия от ВЕЦ в Горнорибарската клисура, който остава неизползван. Изграждането на язовири по течението ѝ би спомогнало за предотвратяване на честите наводнения, които реката предизвиква.

## Съставни притоци
Млава е продължение на Тисница, която извира под връх Велики Кръш в Кучево. Река Тисница тече на север покрай източните склонове на планината Беланица през почти безлюдно поречие. След като достига до областта Хомолие на надморска височина от 320 m, в реката се влива Жагубишкото врело и оттук насетне до Дунав реката е известна като Млава. Само Млава, без Тисница, е дълга 122 km.

## Горно поречие
Млава тече първоначално на североизток, но после бързо се връща в северна посока. Минава през Жагубица, село Изворица, Рибар, Сиг и Ладна вода.
В Хомолието Млава влиза през Горнорибарската клисура, протича край Рибар, после край село Креполин поречието ѝ се разширява, след което се стеснява отново край Ждрело, за да излезе край манастира Горняк, където Млава напуска Хомолието.

## Средно поречие
В тази си част Млава навлиза в долина, известна като Долината на Млава, а в близост до село Шетон от ляво получава притоците си Мето и Шетонска река, Мало Лале и Големо Лале, а от дясно Бистрица, след което стига до град Петрово на Млава, регионален център. Реката продължава да тече в северна посока, преминавайки в близост до село Мъдрево, Търновче и Рашанац, след което навлиза в равнинния район на Стиг.

## Долно поречие
В долното си течение Млава се разделя на много паралелни ръкави, предизвиквайки при пърноводие чести наводнения, поради и което много от селата в региона са разположени в близост до реката, но нито едно не е на брага ѝ. Села в близост до Млава са: Велико село, Топоница, Калище, Малко Църниче, Голямо Църниче, Салаковац, Тръняне, Набрада, Бабушинац и Брадарац. В тази част Млава приема най-големите си притоци Чокордин отляво и Витовница отдясно. Един от ръкавите на Млава протича в близост (на няколко километра) до Пожаревац.
Последните две населени места по поречието на Млава са село Дръмно и градчето Костолац. Този район е в центъра на Костолачкия каменовъглен басейн, а от двете страни на реката има мини.

## Устие
Млава не се влива в главното дунавско корито, а в южния му ръкав Дунавац на 65 m надморска метра в близост до блатистия и най-голям сръбски дунавски остров – Острово. През пълноводния сезон и при дъждовно време течението на Млава съсича Острово преминавайки през центъра му, разделяйки го по този начин на две части. Някои географи наричат тази хидросистема Могила, защото се приема, че Дунавац е завършваща част на Млава, връщайки се обратно към река Дунав източно от туристическото селище Рам.